# Canyon de Keystone

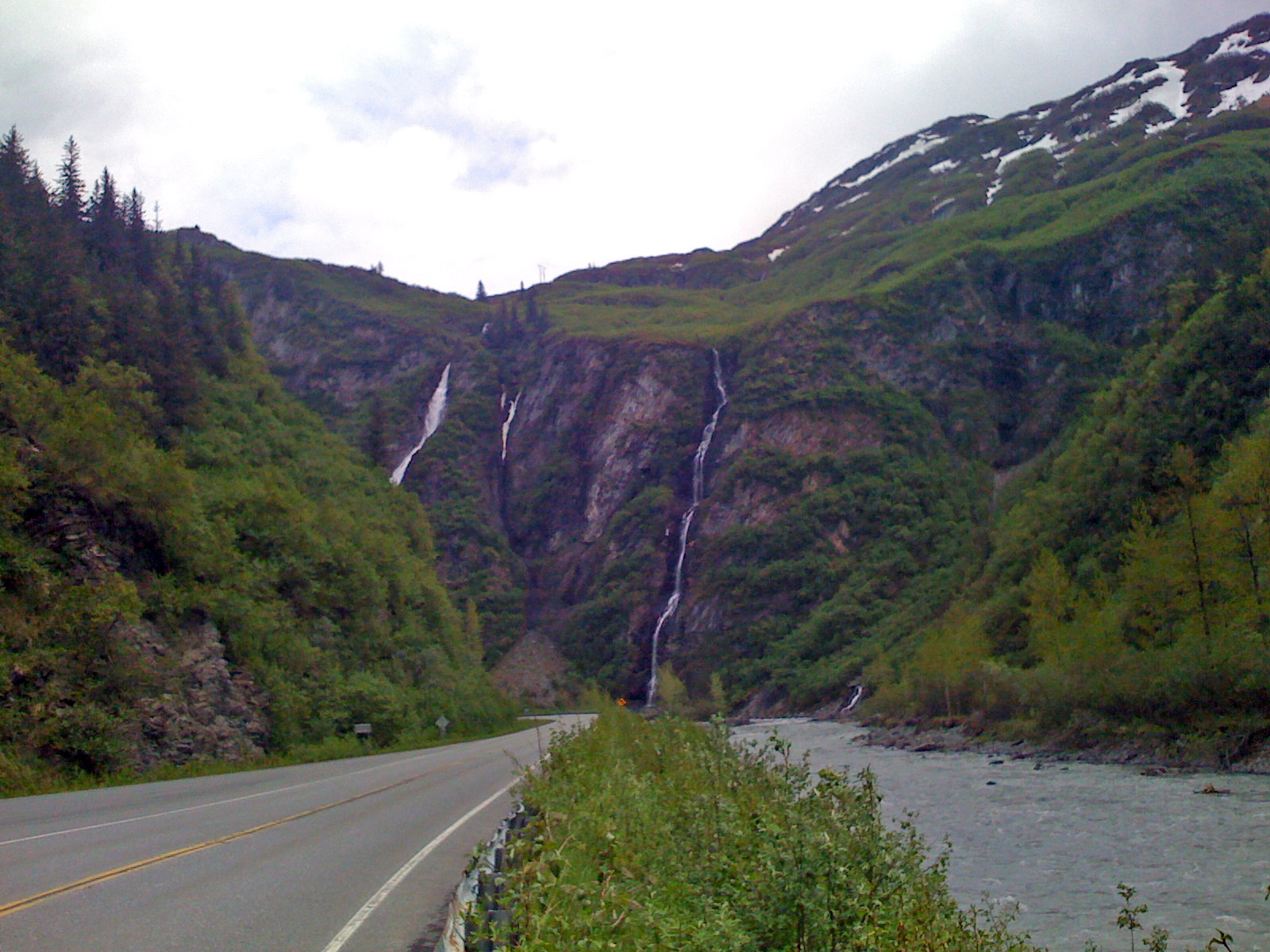
Le canyon de Keystone le long de la Richardson Highway

Le canyon de Keystone (Keystone Canyon en anglais) est une gorge près de Valdez dans l'État de l'Alaska. Situé à une altitude de 94 m, ses parois sont presque perpendiculaires. Il mesure 4,8 km de longueur, reliant la haute et la basse vallée de la Lowe.

## Géographie

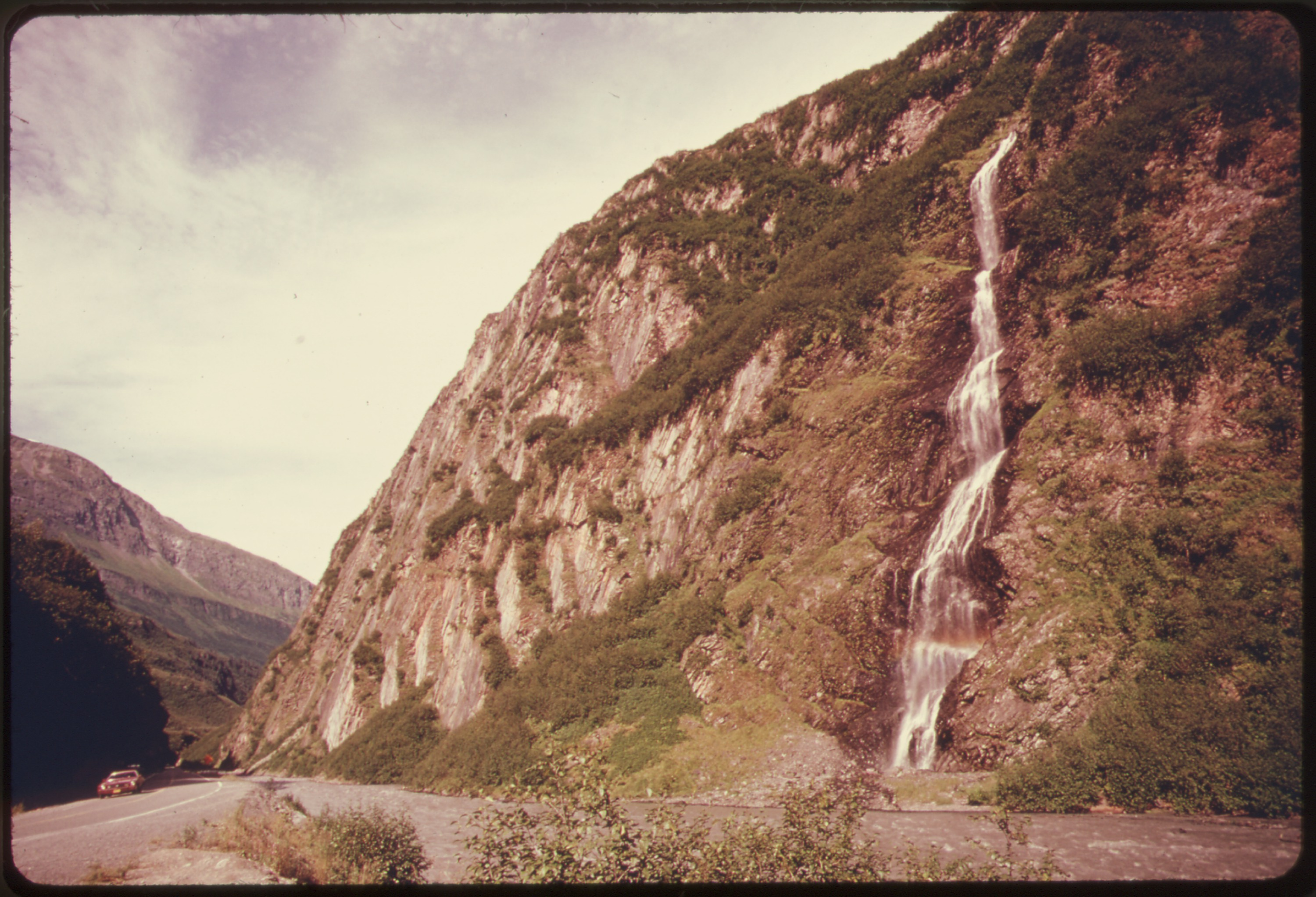
Vue vers le nord le long de la rivière Lowe au niveau de la section la plus étroite du canyon. La chute de Bridal Veil est visible sur la photo.

La largeur du lit du canyon varie entre 32 et 150 m de largeur. La végétation située au pied, composée d'herbes, de broussailles et d'arbres, indique qu'en règle générale, l'eau ne monte à plus de 1,2 m sur la quasi-totalité de la longueur du canyon.

## Histoire
Le canyon tire son nom du Keystone State, l'État de Pennsylvanie. Il fut nommé ainsi par William R. Abercrombie.

## Caractéristiques

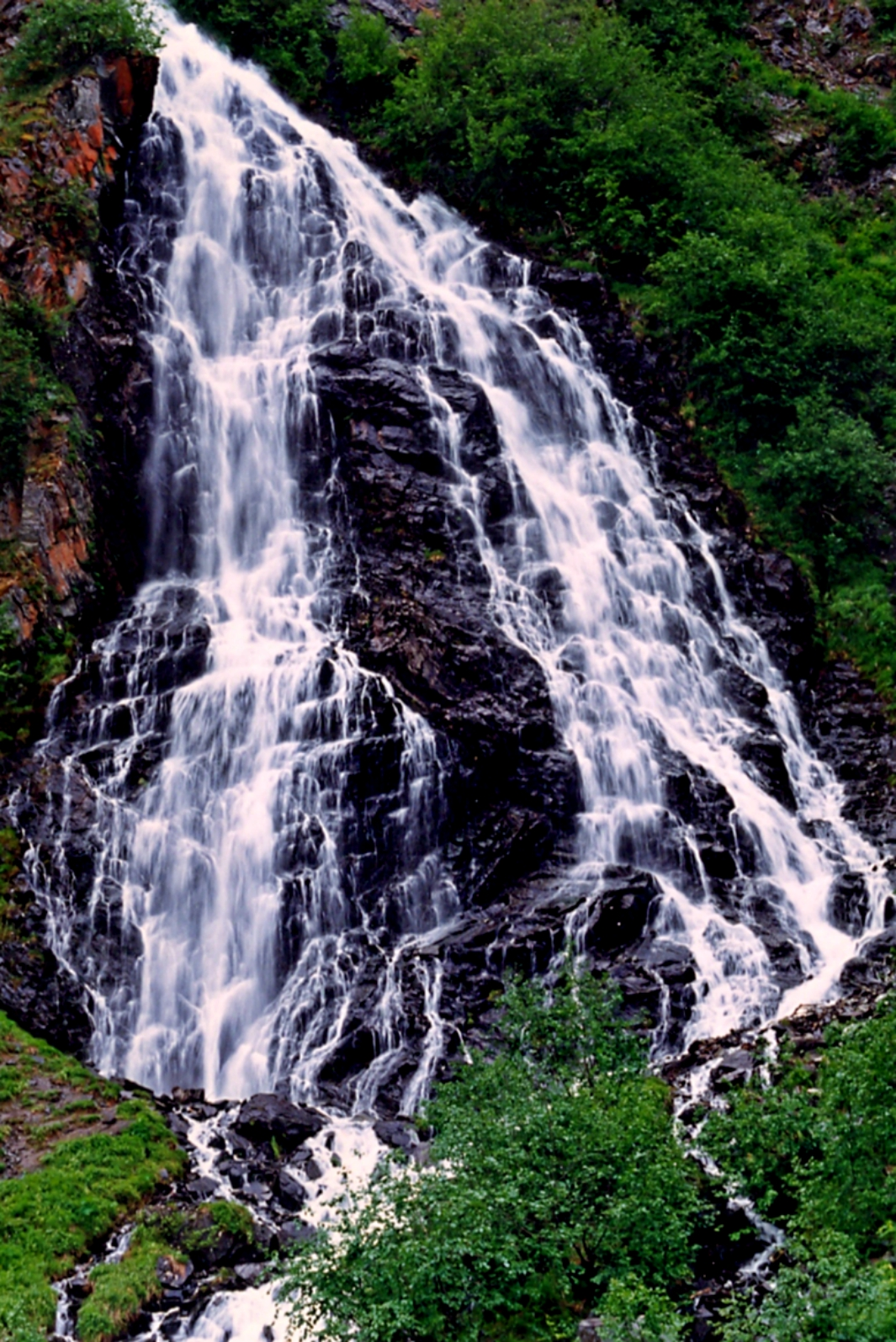
La chute de Horsetail

### Tunnel

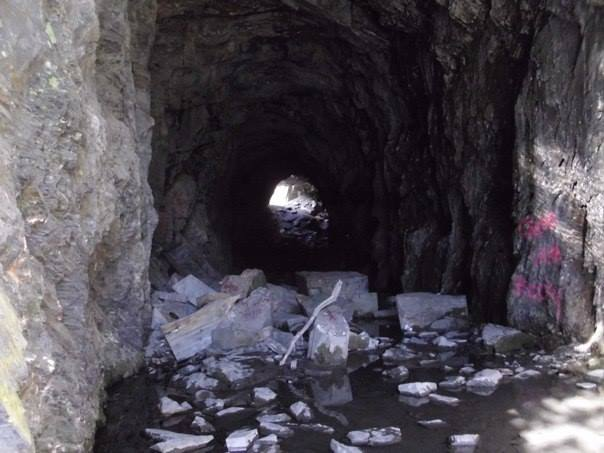
Le tunnel ferroviaire abandonné.